# Казахи в США
Казахи в США (каз. АҚШ-тағы қазақтар) — население США, имеюще полное или частичное казахское происхождение.

## История
В США казахи начали эмигрировать после Второй Мировой войны. Исследователи выделяют несколько групп:
- Бывшие граждане СССР, попавшие в плен во время Второй Мировой войны, освобождённые союзническими войсками из концентрационных лагерей Германии, отправленные в Турцию по собственному желанию, и затем иммигрировавшие в Штаты;
- Казахи из Турции, являвшиеся составной частью турецкой трудовой иммиграции, получившие работу в США, а после пяти лет постоянного пребывания в стране и статус граждан США;
- Казахи из КНР, приезжающие в США через Японию, Тайвань, пересекающие Тихий океан, остающиеся на учёбу или работу на Тихоокеанском побережье, а затем получающие возможность жизнедеятельности в стране;
- Казахи которые эмигрировали из СССР во время существования СССР;
- Казахи из Республики Казахстан, приезжающие на учёбу или работу;
- Получившие гражданство, вследствие межэтнических браков с гражданами США.

Внимание казахских эмигрантов Соединённые Штаты стали привлекать где-то с середины 1960-х годов после либерализации иммиграционных законов. В те годы в стране насчитывалось около 20 семей казахов. На сегодняшний день согласно официальным данным в Америке проживает до трёх тысяч казахов.
У американских казахов наблюдаются как моноэтнические, так и межэтнические браки. Причём последние характерны больше для старшего поколения. Молодёжь старается находить себе спутника жизни из казахской среды, сохраняя, таким образом, свою этническую идентичность.
В 1996 году при Индианском университете была создана Казахская студенческая ассоциация, которая ежегодно организует празднование Наурыза, знакомит с традициями и обычаями казахского народа, проводит конференции. Казахская диаспора в США пополняет свои ряды, благодаря межэтническим бракам, а также предоставлению американскими властями возможности для проживания и деятельности учёным и специалистам из Казахстана.
В настоящее время в США, помимо казахских студенческих объединений, уже функционирует казахский национальный центр.

## Известные американцы казахского происхождения
- Кенжеев Бахыт — русский, американский поэт казахского происхождения.
- Алибеков Канатжан — советский, а затем американский, микробиолог и биотехнолог.
- Омарова Сауле — американский юрист. В сентябре 2021 года выдвинута президентом Джо Байденом на должность главы Управления валютного контроля США. 7 декабря 2021 года сняла свою кандидатуру на эту должность.
- Мухтар Магауин —  советский и казахстанский прозаик, публицист и исследователь фольклора. Последние годы жизни проживал в США[3].